# Bojan Kovačević
Pour les articles homonymes, voir Kovačević.
Cet article concerne un auteur et dessinateur de bande dessinée serbe. Pour le footballeur serbe, voir Bojan Kovačević (football).
Bojan Kovačević dit Boyan, (cyrillique serbe: Бојан Ковачевић, né le 27 avril 1957, à Inđija) est un auteur et dessinateur de bande dessinée serbe. 

## Publications
- Rubine scénario de Mythic & François Walthéry, Le Lombard
  1.  Cité modèle, 2004.
  2. Série Noire, 2006.

- Arcanes scénario de Jean-Pierre Pécau, Delcourt
  1.  Le dossier Karadine, 2004.
  2. Le Cercle de Patmos 1/2, 2005.
  3. Le Cercle de Patmos 2/2, 2006.

- Arctica scénario de Daniel Pecqueur, Delcourt

1. Dix mille ans sous les glaces, 2007.
2. Mystère sous la mer, 2008.
3. Le Passager de la préhistoire, 2009.
4. Révélations, 2010.
5. Destination Terre, 2013.
6. Les Fugitifs, 2014.
7. Le Messager du cosmos, 2015.
8. Ultimatum, 2016.
9. Commando noir, 2017
10. Le Complot, 2019
11. Invasion, 2020
12. Le dernier Homme, 2022
13. La planète des cyborgs, 2024

- Jour J scénario de Fred Blanchard, Fred Duval et Jean-Pierre Pécau, Delcourt
  1.  Apocalypse sur le Texas, 2012.